# Patrycja Polak
Patrycja Polak, coniugata Balmas (Iława, 23 febbraio 1991), è una pallavolista polacca nel ruolo di schiacciatrice.

## Carriera

### Club
La carriera di Patrycja Polak inizia a livello giovanile nella squadra della sua città natale, il Międzyszkolny Klub Sportowy Zryw-Volley Iława. Sempre a livello giovanile compete per una stagione col Toruń, prima di fare il suo esordio da professionista in Liga Siatkówki Kobiet nel campionato 2008-09 con la maglia del Pałac Bydgoszcz, club al quale resta legata per quattro annate.
Nel campionato 2012-13 viene ingaggiata dall'Impel di Breslavia, club nel quale resta a giocare anche nel campionato successivo, finché a metà stagione cambia maglia, andando a giocare nella Serie A2 italiana col Cadelbosco.
Nella stagione 2014-15 torna a vestire la maglia del Pałac Bydgoszcz, mentre nell'annata successiva è nuovamente nella serie cadetta italiana per difendere i colori della Beng Rovigo, prima di tornare al Toruń nel campionato 2016-17; per l'annata successiva si trasferisce all'MKS ma nella stagione 2018-19 fa ancora una volta ritorno al club di Bydgoszcz dove rimane per un biennio, annunciando nella primavera 2020 la decisione di interrompere temporaneamente la carriera per maternità.
Rientra in campo, sempre per il Pałac Bydgoszcz, per il campionato 2021-22, ma nel gennaio 2022 si svincola dalla società per motivi di salute.

### Nazionale
Nel 2010 fa il suo esordio nella nazionale polacca in occasione del Montreux Volley Masters.